# Герб Холохоленского сельского поселения
Герб муниципального образования Холохоленское сельское поселение Вышневолоцкого района Тверской области Российской Федерации — опознавательно-правовой знак, служащий официальным символом муниципального образования.
Герб утверждён Решением Совета депутатов Холохоленского сельского поселения № 30 от 26 сентября 2006 года.
Герб внесён в Государственный геральдический регистр Российской Федерации под регистрационным номером 3040.

## Описание герба
«В зелёном поле три серебряных куриных яйца (одно и два), сопровождаемые внизу тремя золотыми брусками (один и два). Щит увенчан муниципальной короной установленного образца».

## Обоснование символики
Сельское поселение издавна существует и развивается за счёт развития птицефабрики и современного предприятия керамического производства «Тверская керамика», символами которых являются три куриных яйца и три золотых кирпича. Зелёный цвет — символ богатства.